# Ritu Menon
Ritu Menon es una feminista, escritora y editora india.

## Carrera
En 1984, Menon cofundó Kali for Women, la primera editorial exclusivamente feminista de la India, junto con Urvashi Butalia, su colaboradora desde hacía mucho tiempo. En 2003, Kali for Women canceló sus actividades debido a la falta de viabilidad comercial agravada por diferencias personales irreconciliables entre Menon y Butalia. Después de aquello, Menon fundó de forma independiente Women Unlimited, otra editorial feminista.
También ha escrito numerosos artículos periodísticos y editoriales de opinión. Su escritura se centra en la violencia contra las mujeres, la visión de la religión sobre las mujeres y la división de género en la sociedad desde una perspectiva fuertemente feminista y de izquierdas.

## Reconocimientos
En 2000-2001 formó parte del Comité Asesor Internacional del Premio Raja Rao Award for Literature.
En 2011, Menon y Butalia recibieron conjuntamente el Padma Shri, el cuarto reconocimiento civil más importante de la India, por parte del Gobierno de la India.